# Izvedenica (financije)
U financijama, izvedenica ili derivat je financijski instrument (ili, jednostavno, sporazum između dvije strane) koji ima vrijednosti, na temelju očekivanih budućih kretanja cijena imovine uz koju je vezan — zvana predmetna imovina ili dotična imovina — na primjer dionica ili valuta. Postoje mnoge vrste izvedenica, a najčešće mogu se naći u obliku ugovora o zamjeni, terminskih ugovora i opcija.
Financijska matematika ima posebnu važnost u tržištima izvedenica za izračunavanje vrijednosti izvedenica.